# Conway (CDP, New Hampshire)
Conway CDP ist ein Census-designated place in der Town of Conway im Carroll County im US-Bundesstaat New Hampshire. Die Volkszählung von 2020 erfasste 3.576 Einwohner. Der CDP wurde im Jahr 2002 erstmals vom Census definiert. Er umfasst den südlichen Teil der dichter besiedelten Gebiete von Conway, der nördliche Teil wird im unmittelbar angrenzenden CDP North Conway getrennt statistisch erfasst.

## Lage
Der Ort liegt bei den Koordinaten 43° 59' 3.84" Nord und 71° 7' 4.81" West auf einer Höhe von 139 Metern über dem Meeresspiegel an der Einmündung des Swift River in den Saco River. Die 19,2 km² große Fläche des Gebietes setzt sich zusammen aus 18,2 km² Land- und 1 km² Wasserfläche. Im Ort stoßen die New Hampshire Route NH-112, der "Kancamagus Highway", sowie die NH-113 und NH-153 auf den in Nord-Süd-Richtung verlaufenden "White Mountain Highway", die NH-16 von Portsmouth.